# Oksbøl (Sønderborg)
Oksbøl is een plaats in de Deense regio Zuid-Denemarken, gemeente Sønderborg, en telt 445 inwoners (2008).